# Eupithecia graphiticata
Eupithecia graphiticata là một loài bướm đêm trong họ Geometridae.